# Vlado Štencel
Vlado Štencel, hrvaški rokometaš, vratar in trener * 23. maj 1934, Zagreb, Kraljevina Jugoslavija.
Štencel je kot rokometaš zastopal Jugoslavijo na poletnih olimpijskih igrah 1972, kjer je osvojil zlato medaljo. Leta 1978 je na tekmi v svetovnem prvenstvu proti Zahodni Nemčiji znova zastopal Jugoslavijo, kjer je prav tako osvojil zlato medaljo.
Živi z ženo Diano in ima štiri otroke: Vando, Vlatko, Heleno in Daniela.